# ویلیام د. کلی
ویلیام د. کلی (انگلیسی: William Darrah Kelley; ۱۲ آوریل ۱۸۱۴ – ۹ ژانویهٔ ۱۸۹۰) سیاست‌مدار، وکیل، و قاضی اهل ایالات متحده آمریکا بود.
وی یک جمهوری‌خواه و عضو مجلس نمایندگان ایالات متحده آمریکا از پنسیلوانیا بود.